# Niceforonia nana
Espèce
Synonymes
- Phrynopus nanus (Goin & Cochran, 1963)

Statut de conservation UICN

 VU  : Vulnérable
Niceforonia nana est une espèce d'amphibiens de la famille des Craugastoridae.

## Répartition
Cette espèce est endémique de la cordillère Orientale en Colombie. Elle se rencontre entre 3 000 et 3 600 m d'altitude dans les départements de Santander, de Boyacá et de Norte de Santander.

## Description
La femelle holotype mesure 20,5 mm.

## Publication originale
- Goin & Cochran, 1963 : Two new genera of leptodactylid frogs from Colombia. Proceedings of the California Academy of Sciences, no 4, vol. 31, p. 499-505 (texte intégral).